# K-Ci & Jojo
K-Ci and JoJo es un dúo estadounidense de R&B con éxito en los años noventa.

## Historia

### Primeros años
K-Ci y JoJo son los hermanos Cedric Hailey nacido el 2 de septiembre de 1969 y Joel Hailey nacido el 10 de junio de 1971. Originarios de Charlotte, Carolina del Norte, cuando niños, formaron parte de un coro pentecostal que hacía giras por el sur de los Estados Unidos y ya siendo adolescentes se unieron a los hermanos Donald DeGrate y Dalvin DeGrate para formar un grupo. Cuando DeVante (Donald) cumplió los 16 años se fue a Minneapolis para unirse a la organización de Prince pero fue rechazado y en consecuencia le pidió a K-Ci y JoJo que se reunieran con él en Nueva York para que se dedicaran a mostrar cintas de demostración. Pronto, Heavy D tenía una de sus cintas en sus manos, la cual pasó a Andre Harrell el CEO de Uptown Records quien los firmó como grupo llamándolos Jodeci.
Sean "Puffy" Combs creó la imagen de chicos duros del grupo y colaboró con el sonido new jack swing de su primer álbum llamado Forever My Lady.
Jodeci llegó a lo más alto de las listas R&B con canciones como "Stay", "Come & Talk To Me" y "Cry for You". En 1992 DeVante formó Swing Mob un grupo de artistas, compositores y productores que colaboraban en sus posteriores álbumes. En 1996 el grupo entró en un receso indefinido.

### Artistas por su cuenta
En 1994 K-Ci grabó la canción "If You Think You're Lonely Now" para la película "Jason's Lyric". En 1996 K-Ci y Jo-Jo se unieron para grabar "How Could You" para la película "Bulletproof" protagonizada por Damon Wayans y Adam Sandler y en julio de ese mismo año K-Ci y JoJo eran artistas invitados en la canción número uno "How Do U Want It" de 2Pac. Finalmente el 17 de junio de 1997 lanzaron un álbum llamado Love Always que generó dos canciones éxito en listas R&B "You Bring Me Up" y "Last Night's Letter" y la canción número uno en Billboard Hot 100 por 3 semanas "All My Life". Esta canción que estaba dedicada a la hija de JoJo logró lo que no habían logrado con Jodeci. El álbum vendió cuatro millones de copias y alejó las posibilidades de un reencuentro del grupo.
Su segundo álbum llamado It's Real se lanzó el 22 de junio de 1999 y generó la canción "Tell Me It's Real" que llegó al número dos del Billboard Hot 100 y en el año 2000 grabaron X y en 2001 con la canción "Crazy" de la banda sonora de la película Save the Last Dance lograron llegar al 3 del Billboard Hot 100. Ese año, K-Ci supuestamente expuso y se acarició el pene en una presentación organizada por la emisora KIIS-FM en Los Ángeles. Por evidencias de una cinta de video recibió la pena de exposición indecente. Le fue impuesta una multa y fue puesto en libertad condicional.
Su cuarto álbum llamado Emotional lanzado en 2002 no tuvo éxito comercial. A final de 2006 K-Ci lanzó un álbum en solitario llamado "My Book". El cual no se vendió como se esperaba.

## Discografía

### Álbumes
- Love Always - (1997) (#6 en US Billboard 200)
- It's Real - (1999) (#8 en US Billboard 200)
- X] - (2000) (#20 en US Billboard 200)
- Emotional - (2002) (#61 en US Billboard 200)
- All My Life: Their Greatest Hits - (2005) (#52 en US Billboard 200)
- Love - (2008)

- Datos: Q1282543